# Саранський повіт
Саранський повіт — адміністративно-територіальна одиниця Пензенської губернії, що існувала в 1780-1928 роках. Повітове місто — Саранськ.

## Географічне положення
Повіт розташовувався на півночі Пензенської губернії, межував з Нижегородською і Симбірською губерніями. Площа повіту становила в 1897 році 2 947,7 верст2 (3 355 км²), 1926 — 4 544 км².

## Історія
Повіт утворений у вересні 1780 року в складі Пензенського намісництва у результаті реформи Катерини II. З 1796 року в складі Пензенської губернії.
У 1918 році частині повіту виділено Рузаєвський повіт. У березні 1925 року Рузаєвський, Саранський та Інсарський повіти були об'єднані під назвою Рузаєвський повіт, в травні повіт перейменований в Саранський, а у вересні Рузаєвський повіт знову виділений у самостійну одиницю. У 1928 році Саранський повіт був скасований, на його території створено Саранський район Мордовського округу Середньо-Волзької області.

## Населення
За даними перепису 1897 року в повіті проживало 143 130 чол. В тому числі росіяни — 74,1 %, мордва — 17,9 %, татари — 7,9 %. У Саранську проживало 14 584 чол.
За підсумками всесоюзного перепису населення 1926 року населення повіту становила 251 287 осіб, з них міське (Саранськ) — 15 431 людина.

## Адміністративний поділ
У 1913 у повіті було 29 волостей:
| - Архангельско-Голіцинська, - Атемарська, - Блохінська, - Богородсько-Голіцинская, - Больше-Вияська, - Больше-Ремзенська, - Булгаковська, - Бєлоключевська, - Воєводська, - Єремеєвська, | - Зиковська, - Кочкуровська, - Кривозерська, - Ладська, - Лямбірська, - Макаровська, - Мокшалеєвська, - Нерлейська, - Протасовська, - Пушкінська, | - Пятинська, - Ромодановська, - Салминська, - Саловська, - Саранська, - Скрябинська, - Старо-Турдакська, - Трофимовська, - Чуфаровська. |